# Embu (langue)
Pour les articles homonymes, voir Embu (homonymie).
L'embu (ou kiembu) est une langue bantoue parlée par la population embu au Kenya.